# 10482 Dangrieser
A 10482 Dangrieser (ideiglenes jelöléssel 1983 RG2) a Naprendszer kisbolygóövében található aszteroida. Edward L. G. Bowell fedezte fel 1983. szeptember 14-én.